# Долинина, Анна Аркадьевна
А́нна Арка́дьевна Доли́нина (Искоз-Долинина; 12 марта 1923, Петроград, СССР — 16 апреля 2017, Санкт-Петербург, Россия) — советский и российский востоковед-арабист, литературовед, переводчица

. педагог, доктор филологических наук (1975).

## Биография
Отец — филолог, литературовед Аркадий Семёнович Искоз-Долинин, брат — лингвист Константин Долинин. Племянница историка С. Н. Валка.
В 1949 году окончила Восточный факультет Ленинградского государственного университета. В 1953 году защитила кандидатскую диссертацию на тему «Русская литература XIX века в арабских странах». Доктор филологических наук (1976). Преподаватель Восточного факультета СПбГУ (с 1952). Заслуженный работник высшей школы Российской Федерации (1999). Автор более 200 работ по востоковедению, арабистике и истории арабской литературы. Переводчик Джебрана Халиля Джебрана.
Ученица академика И. Ю. Крачковского, о котором написала монографию «Невольник долга»(1994)
Двоюродная сестра — Ася Марковна Искоз (1908—1993), советский лингвист и филолог-германист.

## Избранные труды

### Монографии
- Очерки истории арабской литературы нового времени. Египет и Сирия: (Публицистика 1870—1914 гг.). — М.: Наука, 1968.
- Очерки истории арабской литературы нового времени. Египет и Сирия: (Просветительский роман 1870—1914 гг.). — М.: Наука, 1973.
- Невольник долга (Биография И. Ю. Крачковского). — СПб.: Петербургское востоковедение, 1994.
- Арабески. Избранные научные статьи. — СПб.: Нестор-История, 2010.

### Статьи
- Долинина А. А. Русские переводы Корана в XX веке: Краткая характеристика // Учёные записки Казанского университета. Гуманитарные науки. — Т. 155, кн. 3, ч. 2. — С. 7—17.

## Избранные переводы
- аль-Харири, Абу Мухаммед аль-Касим. Макамы. Перевод, вступит. статья и примечания. М.: Наука, 1978 (совместно с В. М. Борисовым и В. Н. Кирпиченко).
- Аравийская старина. Из древней арабской поэзии и прозы. Перевод с арабского. М., Наука, 1983. (совместно с Вл. В. Полосиным).
- аль-Харири, Абу Мухаммед аль-Касим. Макамы. Предисловие, перевод с арабского, примечания. М.: Наука, 1987 (совместно с В. М. Борисовым и В. Н. Кирпиченко).
- ар-Рейхани, Амин. Избранное. Л., Художественная литература, 1988.
- аль-Хамадани, Бади' аз-Заман. Макамы. СПб., Петербургское востоковедение, 1999 (Пер. совм. с З. М. Ауэзовой).

## Интервью
- Людмила Жуковская. Невольник долга. К 125-летию И. Ю. Крачковского. Архивная копия от 6 июня 2014 на Wayback Machine // Центральная мечеть города Алматы, 16.04.2008.
- Людмила Жуковская. Ученица академика И. Ю. Крачковского — Современный перевод Корана для широкого читателя должен учитывать тафсиры. // Центральная мечеть города Алматы, 11.05.2010.